# Krími Autonóm Szovjet Szocialista Köztársaság
A Krími Autonóm Szovjet Szocialista Köztársaság (krími tatár nyelven: Qrьm Avtonomjalь Sovet Sotsialist Respublikasь; oroszul: Крымская Автономная Социалистическая Советская Республика, 1936-ig: Krími Autonóm Szocialista Szovjetköztársaság) az Oroszországi SZSZSZK, majd az Ukrán SZSZK egyik autonóm közigazgatási egysége volt a Krím félszigeten.

## Története
A Krími Autonóm Szocialista Szovjetköztársaság 1921. október 18-án jött létre az OSZSZSZK egyik autonómiájaként. 1936. december 5-én, az új ("sztálini") alkotmány elfogadásával (a szovjet köztársaságok nevében szereplő jelzők sorrendjének egységesítése miatt) neve Krími Autonóm Szovjet Szocialista Köztársaságra változott.
1942 szeptembere és 1943 októbere között a Krími ASZSZK a náci Németország megszállása alatt állt.
1944–45-ben a krími tatárokat a németekkel való kollaborációval vádolták meg, és nagy többségüket Közép-Ázsiába deportálták.
A katonai értelemben vett tényleges együttműködés meglehetősen korlátozott volt, mivel „csak” 9225 krími tatárt vettek fel a németek által kreált tatár légióba, de tény, hogy meglepően gördülékeny együttműködés volt tapasztalható a megszállók és a helyi közigazgatás között. Ez nagymértékben annak volt köszönhető, hogy Alfred Frauenfeld főbiztos, a Krím német kormányzója nem követte felettese, Erich Koch ukrajnai főbiztos brutális bánásmódját a helyi lakossággal szemben, ami kettejük közismert ellentétéhez vezetett.
A kényszerrel áttelepített tatárok alkotmányos jogait az 1967. szeptember 5-i rendelettel helyreállították, de a Szovjetunió utolsó napjáig nem térhettek haza.
A Krími ASZSZK-t 1945. június 30-án a Szovjetunió Legfelsőbb Tanácsa és az OSZSZSZK Legfelsőbb Tanácsa Elnökségének rendeletével "lefokozták". átszervezték Krími területté (1946. május 26-án tették hivatalossá). 1954-ben a Krími területet az Ukrán SZSZK-hoz csatolták.
Az ASZSZK-t 1991. február 12-én egy sikeres népszavazás után az USZSZK kormánya helyreállította. Még ugyanabban az évben a krími kormány függetlenségi nyilatkozatot tett közzé, amelyet az ukrán kormány azonnal elutasított, helyette autonóm státuszt kínáltak fel. 1992. május 6-án megszületett a Krími Autonóm Köztársaság, amely Ukrajna részét képezte a 2014-es, Ukrajna és a legtöbb állam által el nem ismert orosz annexióig.

## Közigazgatási beosztás

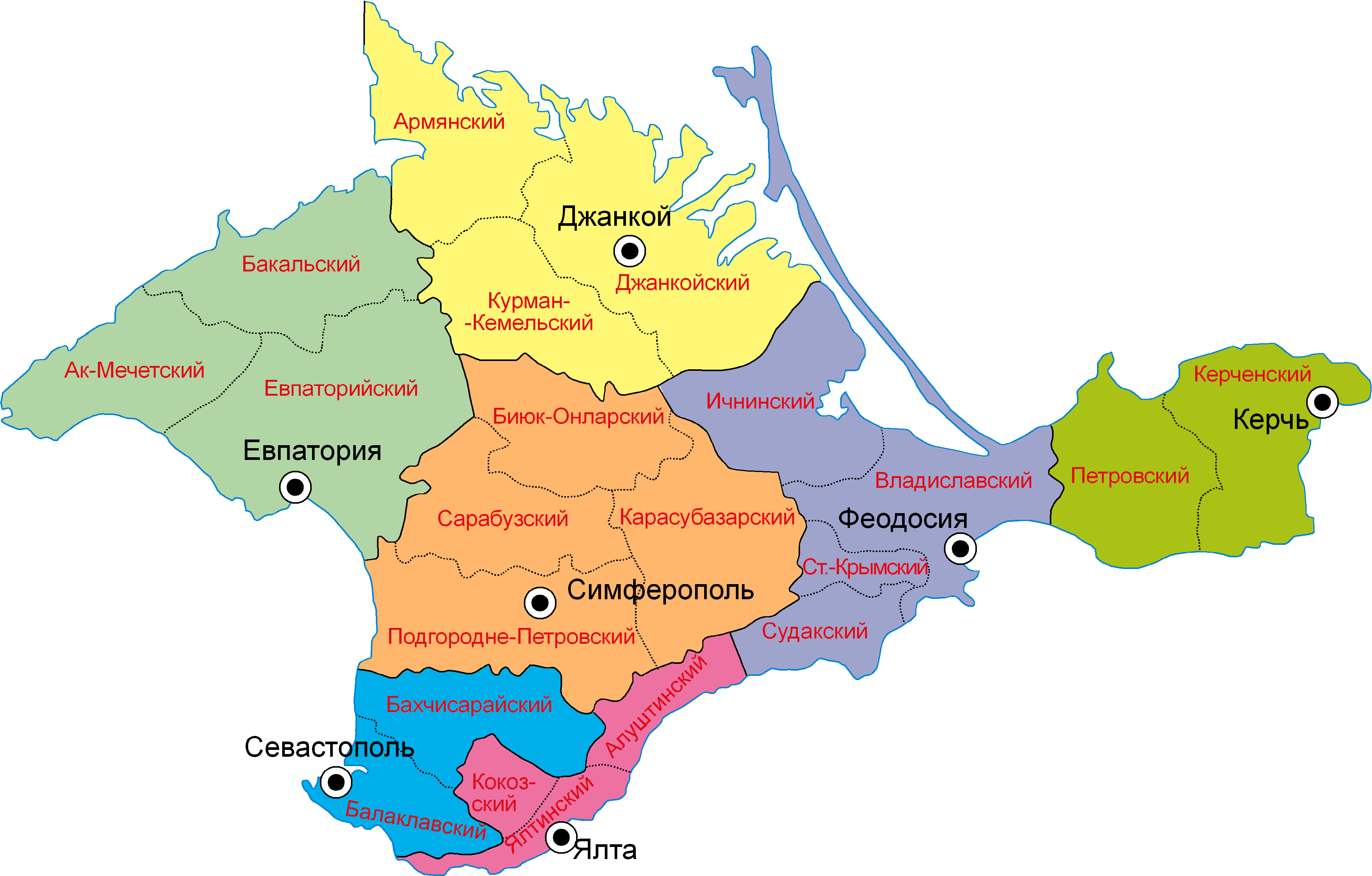
Területek és rajonok (járások) a Krímben, 1921-ben (oroszul)

Az ASZSZK a létrehozásakor, 1921-ben hét körzetre (округ, okrug) oszlott, ezek pedig összesen húsz járásra (район, rajon):
- Dzsankoj
- Jevpatorija
- Kercs
- Szevasztopol
- Szimferopol
- Feodoszija
- Jalta

1923 novemberében új beosztás lépett életbe, a köztársaságot 15 járásra (rajon) osztották fel, de számuk már 1924-ben tízre csökkent.

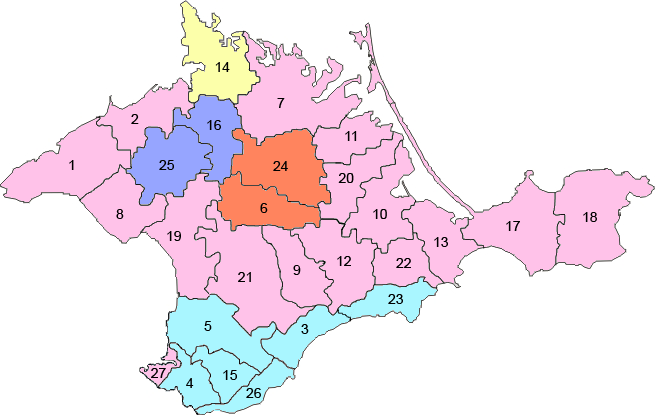
Rajonok etnikai státusszal: krími tatárok (kék), zsidók (indigó), németek (narancs) és ukránok (sárga) lakta területek

1930. október 30-án újabb átszervezés következett, a járások száma 16 lett, emellett négy város köztársasági irányítás alá került, vagyis járási jogú lett. 1935-ben tíz új járást alakítottak és egyet megszüntettek, így számuk 25-re nőtt, majd 1937-ben ismét létrehoztak egyet, így a járások száma 26-ra emelkedett. Ebben az időben egyes rajonok nemzetiségi státusszal rendelkeztek a tatárok, zsidók, németek és ukránok számára, de ez a megkülönböztetés hamarosan megszűnt, a második világháború kitörésekor már nem voltak nemzetiségi járások a Krímben.

## A Krími ASZSZK vezetői

### Államfők
A Központi Végrehajtó Bizottság elnökei (1921–1938)
- 1921. november 7. – 1924. augusztus: Jurij Petrovics Gaven (eredeti nevén Janis Daumanis)
- 1924. augusztus – 1928. január 28.: Veli Ibraimov
- 1928. január 28. – 1931. február 20.: Memet Kubajev
- 1931. február 20. – 1937. szeptember 9.: Iljasz Tarhan (letartóztatva szeptember 8-án)
- 1937. szeptember 9. – 1938. július 21.: Abdul-Dzselil Menbarijev

A Legfelsőbb Tanács Elnökségének elnökei (1938–1945)
- 1938. július 21. – 1944. május 18.: Abdul-Dzselil Menbarijev (Sztálin utasítására Közép-Ázsiába deportálták a kollektív büntetés miatt)
- 1944. május 18. – 1945. június 30.: I. N. Szacsova (elnökhelyettes, megbízott elnök)

A Legfelsőbb Tanács Elnökségének elnöke Ukrajnában (1991–1994)
- 1991. március 22. – 1994. május 9.: Mikola Vasziljovics Bahrov

### Kormányfők
A Krími Forradalmi Bizottság elnökei (1920–1921)
- 1920. november 16. – 1921. február 20.: Kun Béla
- 1921. február 20. – 1921. november 7.: Mihail Poljakov

A Népbiztosok Tanácsának elnökei (1921–1945)
- 1921. november 11. – 1924. május 16.: Szahib-Garej Szaid-Galijev
- 1924. május 16. – 1924. május: I. Goncsarov
- 1924. május – 1926. március 21.: Oszman Deren-Ajerli
- 1926. március 21. – 1929. május: Emir Sugu
- 1929. május – 1937. szeptember 16.: Abduraim Szamedinov (letartóztatva szeptember 17-én)
- 1937. szeptember 16. – 1942. április 5.: Memet Ibraimov
- 1942. április 5. – 1944. május 18.: Iszmail Szejfullajev (1942–43-ban a Krím a Harmadik Birodalom megszállása alatt állt)
- 1944. május 18. – 1945. június 30.: Alekszandr Kabanov

A Minisztertanács elnöke (1991–1993)
- 1991. március 22. – 1993. május 20. Vitalij Kurasik

## Fordítás
Ez a szócikk részben vagy egészben  a   Crimean Autonomous Soviet Socialist Republic című angol Wikipédia-szócikk ezen változatának fordításán alapul.  Az eredeti cikk szerkesztőit annak laptörténete sorolja fel. Ez a jelzés csupán a megfogalmazás eredetét és a szerzői jogokat jelzi, nem szolgál a cikkben szereplő információk forrásmegjelöléseként.